# Bijendans

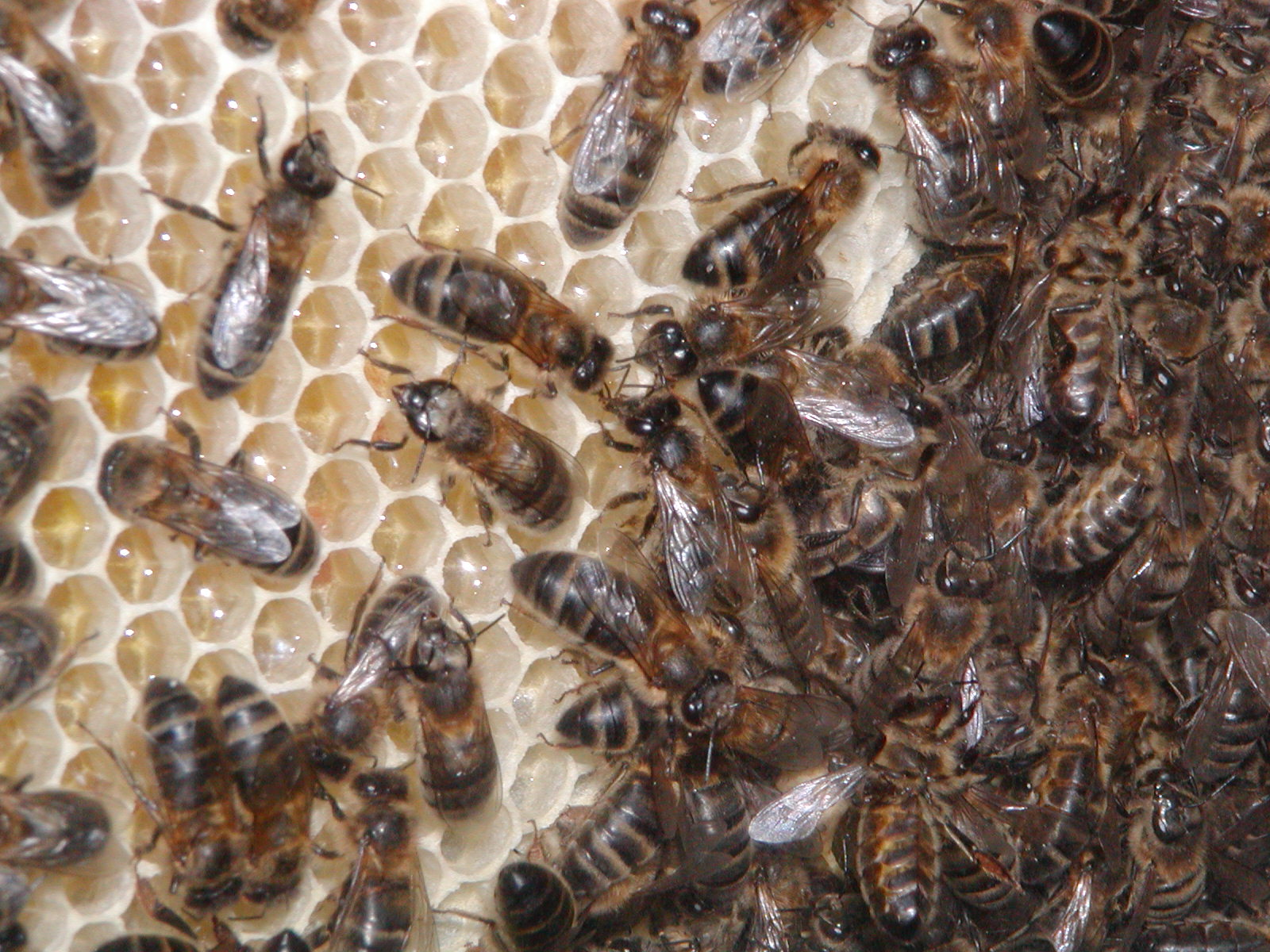
bijen op een raat

Een bijendans is een communicatiedans die wordt uitgevoerd door honingbijen. Hiermee wisselen werksters informatie uit die naar voedselbronnen leidt. De Oostenrijkse dierkundige Karl von Frisch (1886-1982) is de ontdekker van dit communicatiegedrag.

## Typen dans
Er bestaan verschillende typen dans.

### Rondedans
De rondedans dient om nabijgelegen voedingsbronnen aan andere bijen bekend te maken (namelijk binnen een bereik van 50 meter). Daarbij loopt de werkster eerst op een raat naar boven en duwt andere bijen, zodat ze de volledige aandacht krijgt. Ze laat eventjes van het voedsel van de bron proeven. Hierna gaat de werkster in een kleine cirkel lopen met in het midden maar één broedcel. Andere werksters lopen achter haar aan. Na enkele volledige cirkels draait ze zich om en loopt in de tegenovergestelde richting, met enkele werksters weer achter haar aan. Deze rondedans kan 10 minuten duren. Daarna laat de werkster weer een beetje van het voedsel proeven en volgt er een herhaling van de dans. De werkster vliegt weg en de andere werksters kunnen op eigen gelegenheid de bron vinden.

### Sikkeldans
Wanneer de voedselbron verder weg is dan 50 meter, maar minder dan 150, heeft de dans een sikkelvorm, die een overgang vormt naar de kwispeldans.

### Kwispeldans

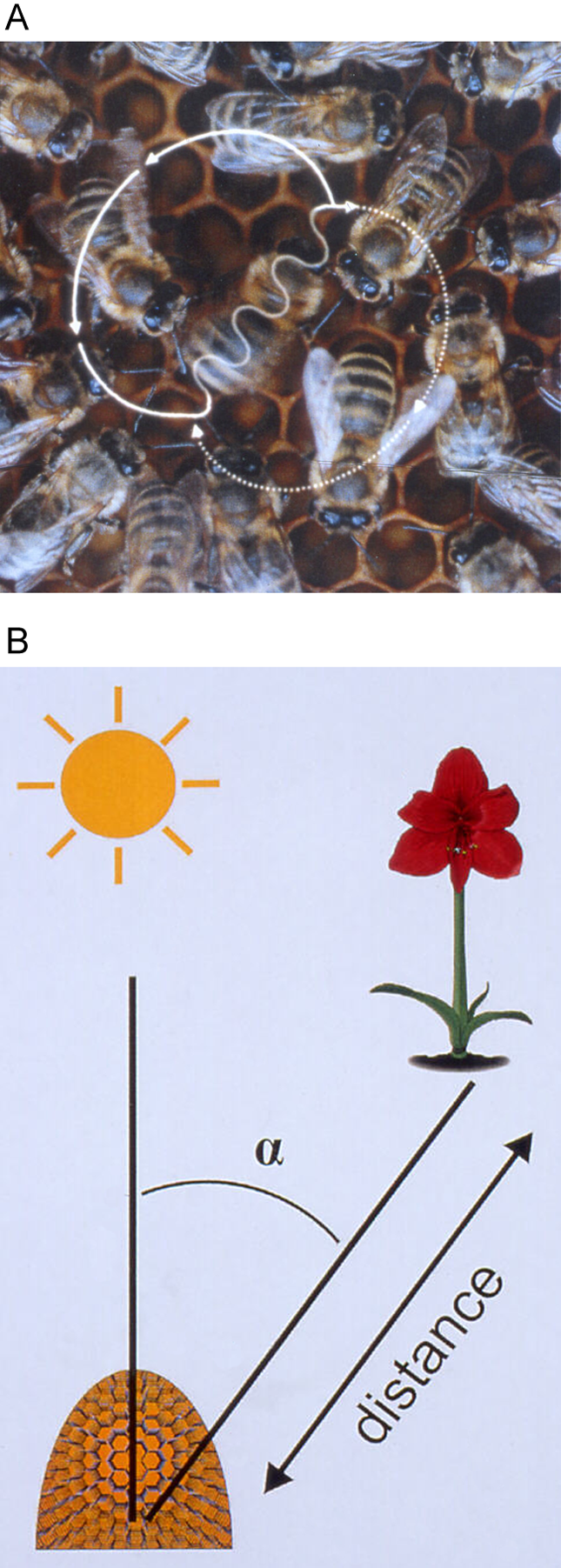
Kwispeldans

De kwispeldans begint hetzelfde. Deze dans wordt uitgevoerd als het voedsel verder dan 150 meter verderop ligt. De werkster duwt tegen enkele andere werksters en laat hen proeven. Daarna loopt de werkster in een halve cirkel. Op het einde van deze halve cirkel keert ze in een rechte lijn naar het uitgangspunt terug. Tijdens het rechte traject kwispelt ze met haar achterlijf (vandaar de naam, kwispeldans). Daarna herhaalt ze de halve cirkel en het rechte stuk in de tegenovergestelde draairichting. Zo krijgt de hele dans de vorm van het cijfer 8.
Bij deze dans krijgen de andere werksters informatie over de richting en de afstand tot de bron. De hoek die de werkster maakt met de verticale as (want deze dans gebeurt op een verticaal vlak), is gelijk aan de hoek van de weg naar de bron ten opzichte van de zon. De afstand wordt meegedeeld door de snelheid waarmee de bij danst. Hoe sneller wordt gedanst, hoe dichterbij de voedselbron is.

### Verzorgingsdans
Een verzorgingsdans of schuddende dans is een dans, die wordt uitgevoerd door een honingbij die verzorging van zichzelf door andere bijen wil uitlokken. Deze dans werd het eerst gerapporteerd in 1945 door bioloog Mykola H. Hadak. Deze dans werd vaker geobserveerd in bijenvolken die door Varroamijt geïnfecteerd zijn en ook bij bijen die bestrooid zijn met fijn krijtstof.